# 西之岛 (小笠原群岛)
西之岛（日语：／ Nishino-shima */?），是日本所属小笠原群岛中的一个火山岛，位于東京南方約1,000公里，父岛以西約130公里。在日本的行政區劃隶属于东京都小笠原支厅小笠原村。
自2013年起，島上及周邊海底的火山開始持續噴發，在持續噴出的熔岩堆積下，使得島嶼的面積正在逐漸增加中。
在地質分類上，西之島與被歸列於火山列島的北硫磺島、硫磺島、南硫磺島為同一個火山山脈。若從島嶼週邊海底之地形來看，西之島其實是一座高度超過3,000公尺，直徑20到30公里之間的大型複式火山的山頂區域，西之島為此火山山頂直徑約1公里的破火山口露出海面的零碎區域，在其東北、西方及南方的海面下均有同一火山的衛星火山口。

## 爆發歷史
西之島在歷史文獻上最早的發現紀錄是在1543年，直到1904年日本才正式將其定名為「西之島」。
西之島火山形成的時間不明，但島上的火山在1973年之前的一萬年都沒有爆發過，在1973年以前，島本身是一個南北長650公尺，東西寬200公尺的細小的弧形小島，面積為0.07平方公里，
1973年至1974年期間，因週邊的海底火山爆發，使得西之島的面積擴張，其面積最大曾經達到0.316平方公里，高度達52公尺。火山活動停止後，在多年的海蝕作用下，島上部分區域崩塌落入海中；2003年時，島嶼為東西長760公尺，南北長600公尺，面積則減少到0.29平方公里，島上最高點為海拔15公尺。
2013年11月21日，西之岛週邊海域再次因為海底火山爆發，產生了一個新的小島，在火山持續爆發下，此島嶼持續的擴張並與原本的西之島相連，火山噴發活動一直持續到2020年8月，島嶼面積已達到4.1平方公里。
由於為新生的島嶼，被認為與地球陸地剛形成時的環境相似，生物學家認為可以做為新生島嶼的的生態演化的研究參考，已於2008年將全島劃為野生動物保護區。
在2015年時即已確認島上有植物的存在，2016年的登島調查中，在島上發現有鳥類花雀、白鶺鴒，昆蟲蜻蛉目、蠼螋、蛾，以及稗属、牛筋草植物。2019年的登島調查則發現了节肢动物的存在。

### 1973年-1974年爆發

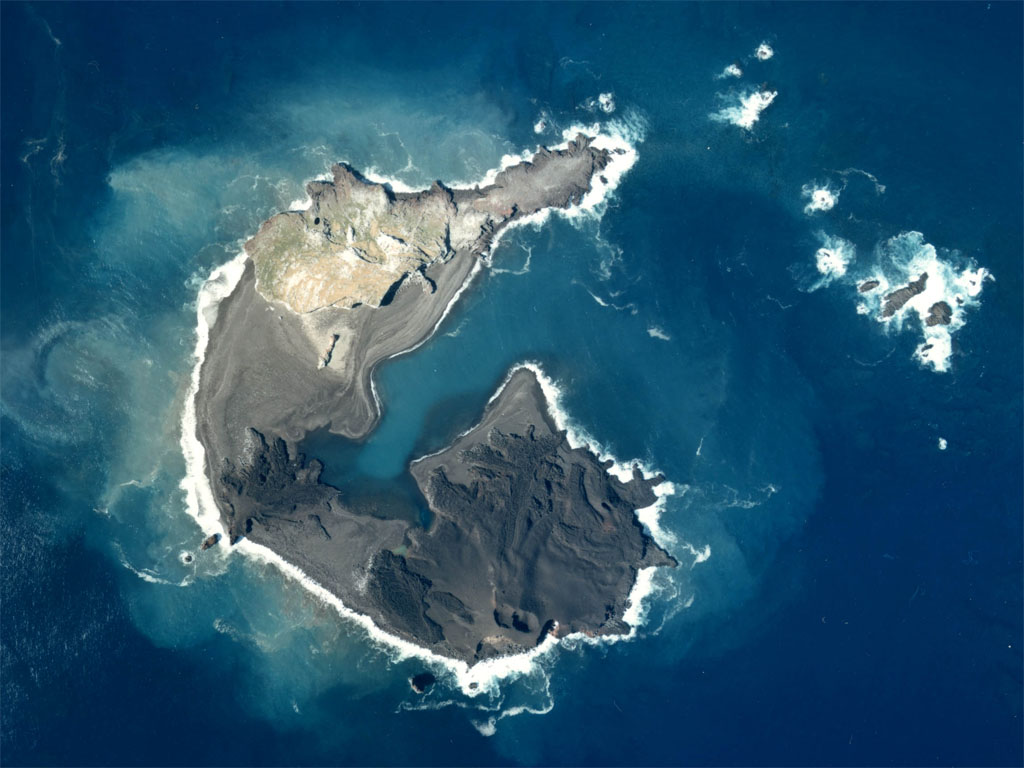
於1978年拍攝的空照圖，上方帶有綠色部分為原本的西之島，其餘地區深色部分為1973-1974年期間火山噴發堆積產生的區域，淺色區域則為海水作用堆積產生。

1973年5月30日上午11時左右，一條路過船隻的船員留意到在島的東面每隔數分鐘就有白煙冒出，噴出高度約100米。在隔日的空中調查，確認為火山爆發，爆發地點在島的東南方面約600米處，附近還出現旋渦，鄰近的海水變成黃綠色，而且遠至爆發點以北五公里都有發現浮石在其海面漂浮。另有船員留意到有兩塊黑色的石從海裡冒起。
7月，火山持續爆發，除了繼續有白煙噴出之後，還出現了噴水柱。在9月14日的空中調查發現在海底噴發點之上出現了一個直徑約120-150公尺的新島。新島的中央為高40米的火山渣錐，包括一個直徑70米的火山口，並持續有火山渣噴出到300米高的上空。
11月，在新島發生裂縫噴發，爆發從新島的西南面到東北面形成了一系列的火山渣錐鏈。最新形成的火山錐位於火山渣錐鏈的結尾，而先前形成的火山錐都被海浪衝擦而破壞。這些火山渣錐都由噴發到300米高的火山灰形成。
12月，新島的面積已變得比原來的西之島大，有700米長、250米寬。火山口持續噴出火山灰和火山渣，但在新島上的一個小火山口卻有熔岩流出。日本海上保安廳正式將這做新島命名為「西之島新島」。
1974年2月，新島又在其西端長出兩個新的火山渣錐，但只有靠東邊的一個火山渣錐有爆發。在當年1月11日進行的空中調查發現，活躍的東火山渣錐還有熔岩流。火山活動直到6月才停止，根據統計此次的火山活動共產生了3700萬立方公尺的熔岩，新島上最高點達到52公尺。也是6月時，因海浪的活動在新舊兩島之間產生了沙的淤積，讓兩座島嶼連結在一起。

### 1974年-2013年期間
在1974年的火山爆發後，西之島中間原有一由新舊島嶼所包夾的海灣。在海蝕作用下，島嶼週邊海岸線略有退縮，而海灣處則有泥沙的堆積，整個海灣1990年被堆積的泥沙所填滿，並留下一個潟湖，島上最高點也從原本的52公尺降為15公尺。
根據1973年的火山爆發前的水文調查，西之島原本為破火山口邊緣的高處，整個破火山口內最深處在海面下107公尺，但1992年的水底調查發現，在前次火山爆發的熔岩堆積下，破火山口內最深處僅餘49公尺。

### 2013年-2015年爆發
2013年11月20日，西之島南南東方約500公尺處海底發生火山爆發，並冒出一個新的小島，火山噴發的熔岩也逐漸堆積，使新島逐漸擴大，新島於12月份與原本的島嶼相連，之後火山活動產生的熔岩甚至包圍並覆蓋了原本的舊島區域。
火山活動至2015年8月後逐漸趨緩，此次爆發估計共噴發出1.6億立方公尺的噴出物。2016年7月19日時的量測資料顯示，整座島嶼面積已達到2.68平方千米。
|  |  |
|  |  |

### 2017年以後
2015年底後島上火山活動一度停止，此後在2017年4月至8月期間、2018年7月間、2019年12月至2020年2月期起，島上火山都曾有小型短暫的爆發，2020年6月開始出現持續性的大規模噴發，在8月時其噴出的火山灰甚至曾因熱帶氣旋吹襲而漂至位於2,000公里外的台灣。

## 外部連結
- （日語） 西之島電子地圖（页面存档备份，存于）（日本國土地理院）
- （英文） 全球火山計畫 - 西之島 （页面存档备份，存于）（史密森尼學會/美國國立自然史博物館/全球火山計畫）
- （日語） 西之島調查紀錄 （页面存档备份，存于）（日本海上保安廳海洋情報部）
- （日語） 西之島火山資料（页面存档备份，存于）（産業技術綜合研究所（日语：産業技術総合研究所）/地質調査綜合中心）
- （英文） 日本新島嶼形成照片集（页面存档备份，存于）（Discovery News - Nov 22, 2013）